# Holmiella
Holmiella es un género de  hongos en el orden Patellariales. Incluye dos especies.